# جنگل‌های آلازانی
جنگل‌های آلازانی (به لاتین: Alazani Floodplain Forests Natural Monument) یک منطقه حفاظت‌شده در گرجستان است.